# 루크 페글러
루크 페글러(Luke Pegler, 1980년 ~ )는 오스트레일리아의 배우이다.